# 이중하 선생 묘
이중하 선생 묘는 대한민국 경기도 양평군 양평읍 창대리에 있다. 2007년 1월 31일 양평군의 향토유적 제41호로 지정되었다.

## 개요
본관 전주, 자 후경, 호 규당 ·탄재, 1882년(고종 19) 증광문과에 병과로 급제, 1885년 안변부사로서 토문감계사가 되어 청나라 차관 가원계와  백두산정계비를 답사, 국경분쟁의 해소에 노력했으나 양국의 견해차로    실패했다. 그 후 덕원부사를 거쳐 1890년 참의교섭통상사무, 1892년 암행어사로 충청도에 나갔다가, 1894년 협판교섭통상사무를 거쳐 공조참의가 되었다. 석물로는 1단의 계체석 아래 중앙에 상석, 향로석, 혼유석 등이 있고  좌우에는 망주석 1쌍이 배치되어 있다. 석물은 총 6점으로 수량이 타묘에 비해 적은 점이 있다